# 瓦西利耶夫卡村委员会
瓦西利耶夫卡村委员会（俄语：Васильевский сельсовет）是俄罗斯联邦阿穆尔州别洛戈尔斯克区所属的一个村委员会。其下辖有4个居民点，行政中心为瓦西利耶夫卡。据2016年统计，该村委员会的人口为2677人。